# William Houston (acteur)
Pour les articles homonymes, voir William Houston.
William Houston alias Will Houston, né le 19 juillet 1968, est un acteur britannique. Né dans le Sussex, il a grandi en Irlande du Nord.

## Biographie
Formé à la Central School of Speech and Drama, Will fait beaucoup de théâtre, et apparaît dans des pièces avec de nombreux rôles classiques : Il joue Troïlus dans Troïlus et Cressida, le prince Hal dans les deux parties de Henri IV et de rôle-titre dans Henry V (pour lequel il est sélectionné par un journal pour un Prix du meilleur acteur de théâtre). Houston entre plus tard dans la Royal Shakespeare Company, une des troupes de théâtre britanniques les plus influentes qui soient en Grande-Bretagne.
En 2009, il est apparu dans le deuxième épisode de la troisième saison de la série télévisée Robin des Bois. William a joué en 2004 le rôle de John Boucher, dans le feuilleton télévisé North and South.
Il joue également dans la série Casualty, interprétant le Docteur Millias Culpin qui tombe amoureux de Ethel Bennett (Charity Wakefield), et se marie avec elle quelque temps plus tard.
Houston joue en 2010 dans Le Choc des Titans, et en 2009 dans Sherlock Holmes puis sa suite en 2011 Sherlock Holmes: Jeu d'ombres.

## Filmographie

### Cinéma
- 1997 : Le Joueur (The Gambler) de Károly Makk
- 2007 : Puffball de Nicolas Roeg : Tucker
- 2007 : Elizabeth : L'Âge d'or de Shekhar Kapur : Don Guerau De Spes
- 2008 : La Guerre de l'ombre de Kari Skogland : Ray
- 2009 : Sherlock Holmes de Guy Ritchie : Agent Clark
- 2010 : Le Choc des Titans de Louis Leterrier : Ammon
- 2011 : Age of Heroes de Adrian Vitoria : Mac
- 2011 : Sherlock Holmes : Jeu d'ombres de Guy Ritchie : Agent Clark
- 2014 : Son of God de Christopher Spencer : Moïse
- 2014 : Dracula Untold de Gary Shore : Cazan
- 2016 : La Danseuse de Stéphanie Di Giusto : Rud
- 2017 : Brimstone de Martin Koolhoven : Eli
- 2021 : Le Dernier Duel (The Last Duel) de Ridley Scott : Herald

### Télévision
- 1997 : L'Odyssée de Andreï Kontchalovski : Anticlus
- 2013 : La Bible : Moïse
- 2022 : Wednesday : Joseph Crackstone